# Jacques Cormier de la Picardière
Jacques Cormier de La Picardière, seigneur de Saint-Martin-le-Beau, de la Sannière, des Hôtels, du fief du Plessis-Gaut et de Laubardière, né à Amboise le 13 mai 1721 et mort à Paris le 17 mai 1780, lieutenant général au bailliage et au siège du présidial de Tours et conseiller du roi et désigné maire de Tours de 1764 à 1765 par le gouverneur Étienne François de Choiseul.

## Biographie
Jacques Cormier de La Picardière est le fils de Jacques Cormier de La Picardière, seigneur de Saint-Martin-le-Beau, procureur du roi en la maîtrise des eaux et forêts de la ville d'Amboise, qui avait acquis un office de trésorier de France au bureau des finances de Poitiers, et de Marie Thérèse Trahan. Son grand-père, Jérôme Cormier de La Picardière, seigneur de Saint-Martin-le-Beau, avocat en parlement, avait obtenu un office de la Maison du roi (officier de la fruiterie de Sa Majesté) puis avait été successivement bailli de Chaumont-sur-Loire et bailli d'Amboise. Une de ses sœurs épouse Étienne Jean-Baptiste Lorin de La Croix et une autre François Jean Louis Gatian de Clérembault, contrôleur général des finances de la généralité de Tours.
Docteur en droit civil et canonique, il devient conseiller du Roi, lieutenant-général au bailliage et siège présidial de Tours.
En 1764, les élections eurent lieu cette année-là le dimanche 15 janvier. Cette date avait été choisie sur l'ordre de Choiseul, le gouverneur, en raison du décès en charge, le 11 décembre 1763, du maire précédent, Joseph-Jean Aubry. Les suffrages placèrent en tête, avec 35 voix, Thomas Cottereau, avocat au présidial, ancien échevin et procureur du roi à l'hôtel de ville. En deuxième position venait un ex-avocat du roi au bureau des finances, Jean Decop de Pocé avec 26 voix, en troisième Jahan-Rocher, contrôleur des guerres et ancien échevin avec 25 voix, au quatrième rang Louis Benoist de La Grandière, assesseur à la maréchaussée avec 15 voix qui deviendra maire en 1768. Une ordonnance du roi en date du 9 février 1764, obtenue par Choiseul, nomma pourtant comme maire celui qui était arrivé en cinquième position, Jacques Cormier de La Picardière, lieutenant général au présidial. Une lettre du gouverneur, datée du lendemain, explicite ce choix en proférant une menace pour l'avenir de l'assemblée municipale. Choiseul ajoute qu'il a exclu Jean de Cop de Pocé à sa propre demande. Quant à Thomas Cottereau et Jahan-Rocher, Choiseul considère qu'ils ne jouissent pas de la considération que donne une charge distinguée et qui procure le bien plus aisément. La décision autoritaire de Choiseul fut mal ressentie. Lieutenant général depuis 1751, Cormier de La Picardière s'était tout de suite heurté à l'hostilité d'une partie des magistrats ainsi qu'au barreau et suscité de multiples incidents au bailliage et au siège du présidial. Cormier de La Picardière appartenait à une famille d'Amboise de la clientèle du ministre et c'est ce qui explique le choix de celui-ci. Choiseul s'aperçut très vite de son erreur. Le 1er juillet 1765, lors des premières élections qui suivirent, Cormier fut néanmoins placé en tête par l'assemblée électorale avec 15 voix contre 12 à Saint de Bois Le Comte et 11 à Decop de Pocé et à Girault, trésorier de France. Pourtant cette fois, le gouverneur Choiseul ne choisit pas Cormier, et annonce par lettre la nomination comme maire de Jean de Cop de Pocé.
N'étant plus maire, Cormier de La Picardière se fait construire, à Tours, en 1768, un hôtel particulier, dénommé hôtel de Jacques Cormier de La Picardière, qui est inscrit au patrimoine des Monuments historiques.
Marié à anne Marie Françoise Alexandre des Vergers, fille de Christophe Alexandre des Vergers, maître de forges de Corbançon, directeur des forges de Château-la-Vallière, et d'Anne Veau, il est le beau-père de Jacques Renaud des Vernières, comte de Montaumer.

### Sources
- Béatrice Baumier, « Tours entre lumières et Révolution: pouvoir municipal et métamorphoses d'une ville (1764-1792) », 2007
- Mémoires de la Société archéologique de Touraine
- Jacques-Xavier Carré de Busserolle, Dictionnaire géographique, historique et biographique d'Indre-et-Loire et de l'ancienne province de Touraine, 1988
- Attilio Bartoli Langeli, Vittor Ivo Comparato, Robert Sauzet, Gouvernement de la cité, 2004
- Claude Petitfrère, Les maires de Tours aux XVIIe – XVIIIe siècles : patriciens ou hommes nouveaux ?, éditions Presses universitaires François-Rabelais, Tours, 2013
- Archives Nationales: Inventaire après décès de Jacques Cormier de La Picardière, en date du 6 juin 1780